# Малая Титовка
Малая Титовка или Титовка Малая — река в России, течёт по территории Кольского района Мурманской области. Устье реки находится на 13 км по правому берегу реки Титовка. Длина реки составляет 19 км, площадь водосборного бассейна 116 км².
| Средний расход воды (м³/с) реки Малая Титовка по месяцам с 1961 по 1966 гг. (замеры производились на гидрологическом посту устье) |

## Данные водного реестра
По данным государственного водного реестра России относится к Баренцево-Беломорскому бассейновому округу, водохозяйственный участок реки — реки бассейна Баренцева моря от восточной границы реки Печенга до западной границы бассейна реки Воронья, без рек Тулома и Кола. Речной бассейн реки — бассейны рек Кольского полуострова, впадает в Баренцево море.
Код объекта в государственном водном реестре — 02010000612101000000721.